# ジェイアールバス関東東京支店

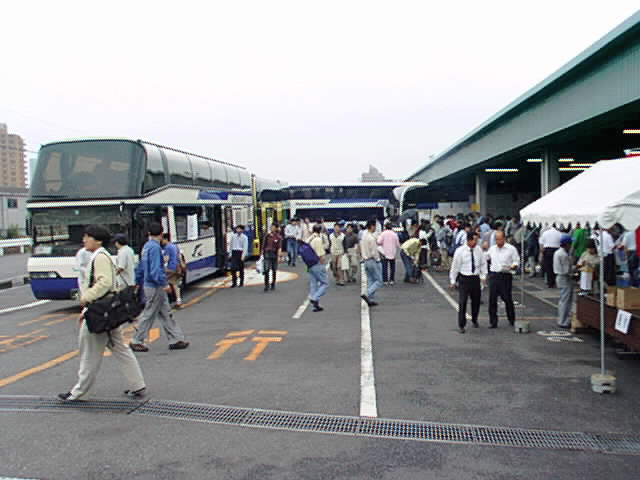
東京支店駐車場（1999年）

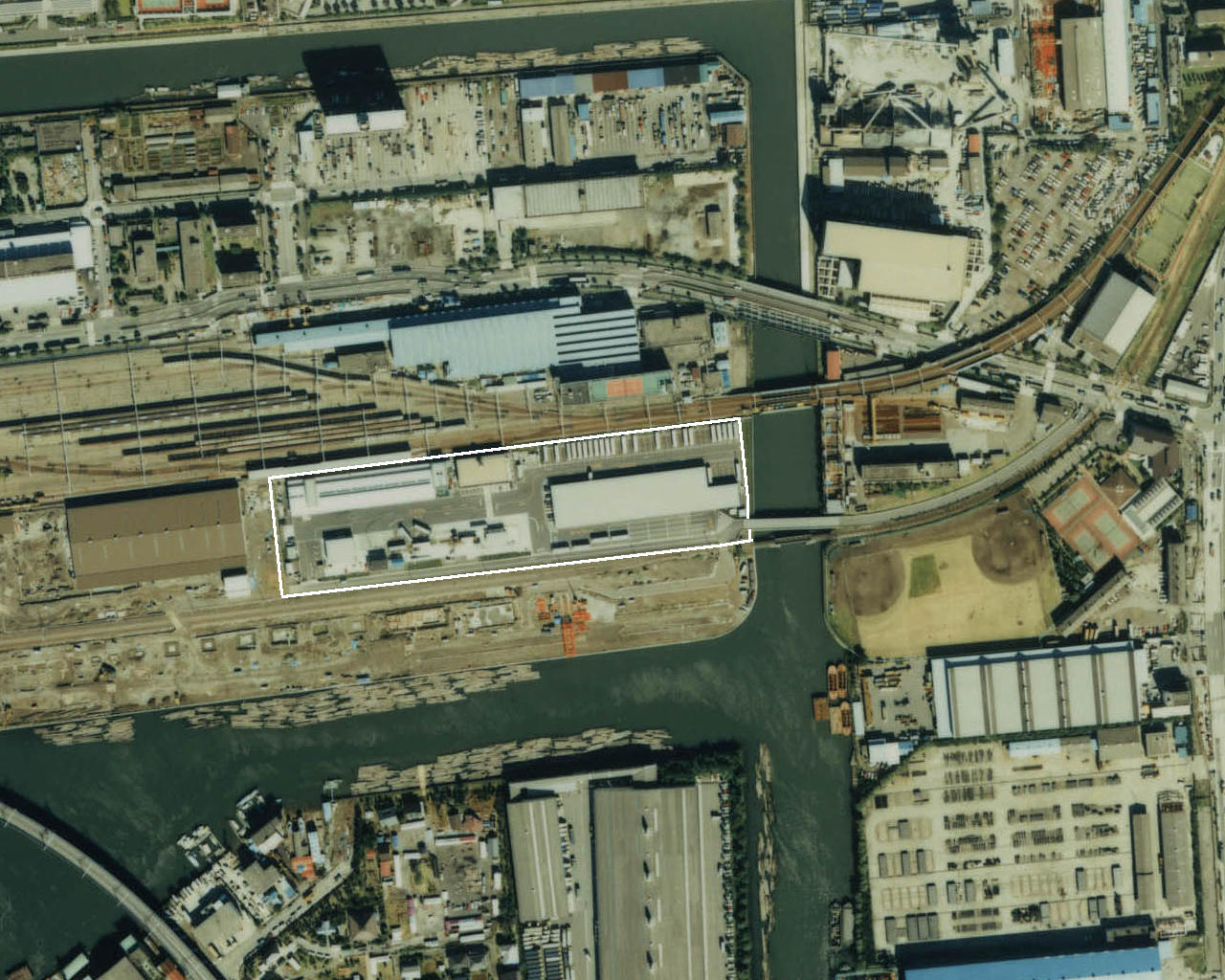
上空からの東京支店風景。白い枠で囲まれている部分が車庫敷地。
。

ジェイアールバス関東東京支店（ジェイアールバスかんとうとうきょうしてん）は、東京都江東区塩浜にあるJRバス関東の営業所。JRバス関東の本社と併設されている基幹事業である高速バスの一大拠点であり、日本最大級の高速バス営業所でもある。2023年4月1日現在、96台（高速車91台、貸切登録車5台）が配置されている。
敷地内にタイムズの予約制のバス専用駐車場も開設している。

## 所在地
- 東京都江東区塩浜二丁目18-13
越中島貨物駅の定期貨物列車廃止により縮小された敷地の一部を使用している。南側全面はJR東日本の東京レールセンター、西側全面は同じくJR東日本の東京資材センター、北側全面は東京地下鉄の深川車両基地に囲まれている。東側は、東南角部位のみが唯一の進入路となっているものの、それ以外の東側は運河に面している。
2021年9月21日より本社を社屋6階に併設（渋谷区代々木のJR東日本本社ビルから移転）
  - 最寄のバス停
東京地下鉄総合運動場、新東京郵便局、東陽橋南（都営バス）

## 所属車両のナンバー
- 江東ナンバー（江東ナンバーが誕生する以前の登録車両は足立ナンバー）
  - ドリームルリエ、プレミアムドリーム、プレミアムエコドリーム、東京・成田空港便で使用する一部の車両や燃料電池バスは、東京2020オリンピック・パラリンピック競技大会特別仕様ナンバープレートに変更している。

## 概要

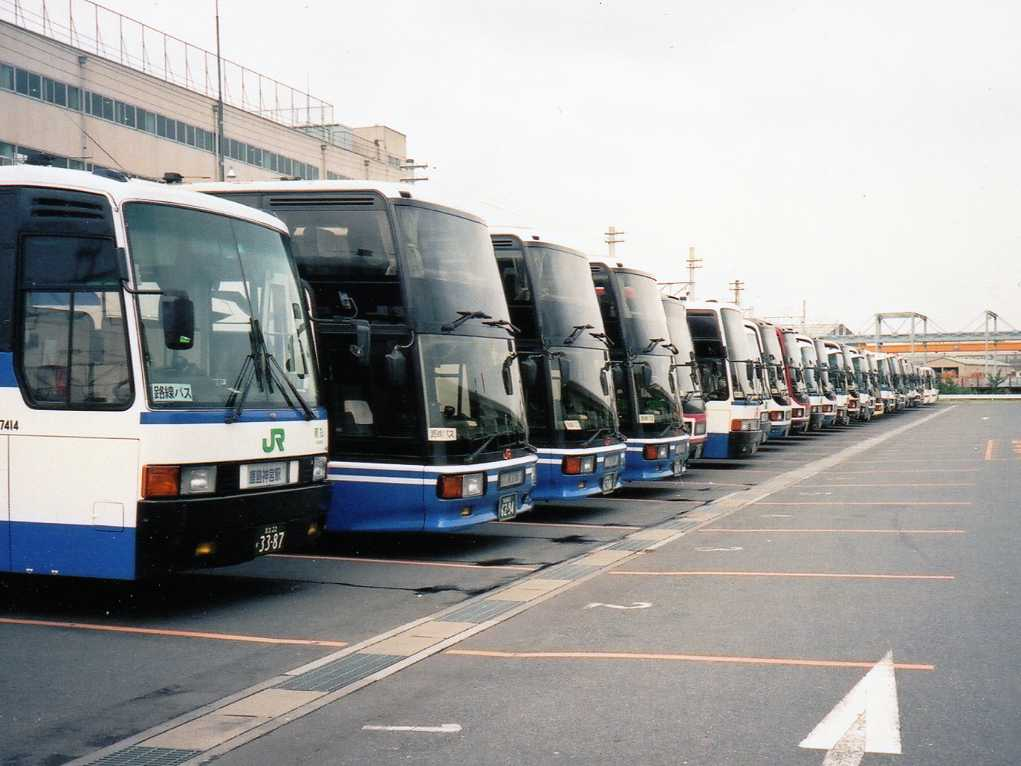
1990年代前半に撮影された、東京支店で待機する車両群。

JRバス関東では最大の支店で、乗務員仮眠所を有する。2021年9月21日に本社も渋谷区代々木のJR東日本本社ビルから社屋6階に移転してきた。また、子会社であるジェイアールバステックの本社、東京バス管理所、東京事業部、食堂「しおはまダイナー」を併設している。高速バスの昼行便、夜行便と一般路線の東京港フェリーターミナル線、竹芝水素シャトルバスや貸切バスを幅広く担当する。二階建てバスから燃料電池バス「SORA」、社員送迎用のマイクロバスまで多種多彩な車両が配置され、車両整備工場では他支店の車両の点検・車検などの整備も施工する。JRバス関東の高速バス運行における最重要拠点である。
また、高速バス車両でスカニア社製の二階建てバスの導入が増えたことにより、スカニアとのパートナー関係が強化され、東京支店が同社製のバスに関する整備サービス（バスサービス、事故修理）、販売サービス（部品販売）の指定ディーラーとなった。他社向けのスカニア製二階建てバスの納車前整備も受託している。アルテック株式会社とパートナーシップ契約を結び、同社が輸入するトルコのKARSAN社が製造する小型ノンステップ電気バスの点検整備サービス面で協力も行う。
他の営業所に先がけて「東京営業支店」という組織に変更され（現在の東京営業支店とは別組織）、その後全営業所の支店制度採用により東京支店となった。
東京支店になってからしばらくは、第一課と第二課に分かれていた。第一課が東名高速線・京阪神方面へのドリーム号を担当し、それ以外の路線を第二課が担当していた。他支店や第二課で運転経験を重ねた上で、社内試験を受けて合格した乗務員だけが第一課に配属となるなど、社内でも別格扱いの部署であった。
支店ごとの独立採算性を重視する施策が重視されていた際には、当支店に配置されていた車両も担当する支店へ路線と共に移管されることになったが、運用上の都合から当支店に車両の管理委託をしていたものもあった。その後、乗務員の勤務と車両の稼働を分離し、より機動的な動きができるようになっている。このことを示すように便によっては車両とドライバーの所属が一致していないことがある。また、需要の多い路線には複数の支店の乗務員、車両が動員されている。
共同運行会社の大半もここに入庫することから、社屋建て替えの際に昼行便の一部を足立区千住緑町に土地を確保して車両を置いていたが2020年9月15日をもって閉鎖した。以前は近隣の江東区新砂（現在の「BEAMS WARE STATION」）および古石場（現在の「タイムズ古石場3丁目」）に土地を確保して車両を置いていた時期がある。

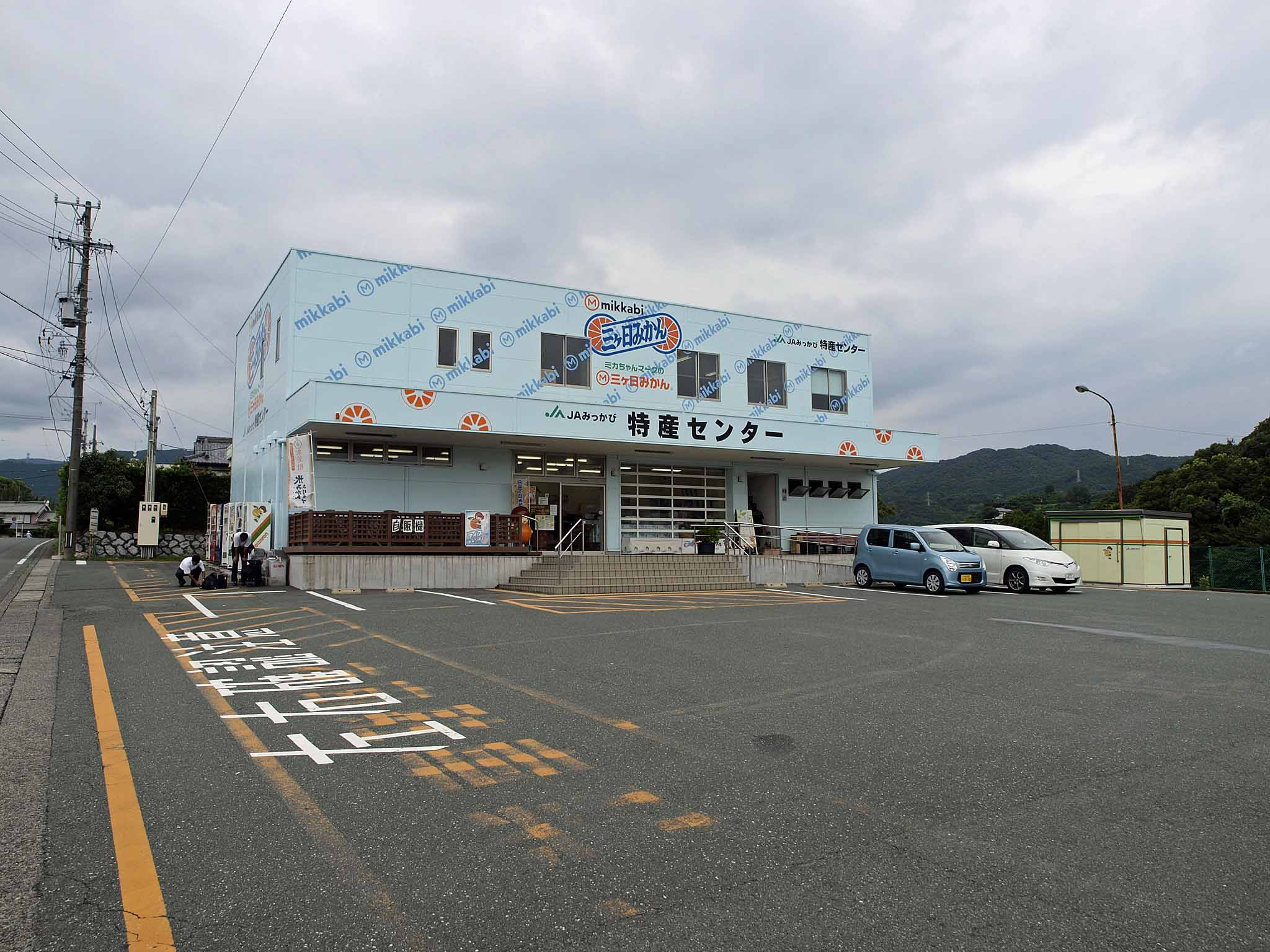
東名三ヶ日支店（2階に入居）

また、バスタ新宿発着の一部便についてはJR東日本代々木総合事務所1階や共同運行会社便とともに新宿近辺の他社局の車庫を借用し、折り返し待機に使用している。
下部組織として三ヶ日営業所を持っていたが、2018年10月1日に東名三ヶ日支店（現、新城支店）に格上げ改組された。
全国的に新型コロナウイルス蔓延の影響で高速バスの各路線に運休が数多く発生した。その期間、稼動しない車両が多く発生し、廃車や他支店への転属などで車両数を削減したほか、土浦支店や佐野支店などに疎開させていたものもあった。
東京駅丸の内南口から竹芝・日の出地区を巡回する「JR竹芝 水素シャトルバス」も担当し、専用の燃料電池バスを使用して運行している。

## 沿革
- 1969年（昭和44年）- 東京都墨田区横網に国鉄関東地方自動車局 東京自動車営業所を開設。
- 1984年（昭和59年）- 両国国技館建設に伴い、現在地に移転。
- 1987年（昭和62年）4月1日 - 国鉄分割民営化に伴い、東日本旅客鉄道 関東地方自動車事業部 東京自動車営業所に改組。
- 1988年（昭和63年）4月1日 - 分社化に伴い、ジェイアールバス関東 東京営業所に改組。
- 1989年（平成元年）- 組織改変により、東京営業支店に改組。
- 1992年（平成4年）10月1日 - 全社支店制度導入に伴い、東京支店に改称。
- 2017年（平成29年）11月15日 - 新設棟（6階）建設工事の安全祈願祭を執行。
- 2018年（平成30年）10月1日 - 三ヶ日営業所が東名三ヶ日支店に昇格。
- 2020年（令和2年）3月16日 - 事務所棟竣工式を実施。開業予定は4月9日。また、支店のリニューアルに合わせ、ＩｏＴ（モノのインターネット）を活用した「ＩＴ点呼支援システム」を導入。
- 2020年（令和2年）6月29日 - ジェイアールバステックの本社が本支店内に移転。
- 2020年（令和2年）10月24日 - 「JR竹芝 水素シャトルバス」を運行開始。
- 2021年（令和3年）4月17日 - 「ムーミンバレーパーク号」を運行開始。
- 2021年（令和3年）9月11日 - 「秦野丹沢登山号」を運行開始。
- 2021年（令和3年）9月21日 - ジェイアールバス関東本社が社屋6階に移転。
- 2021年（令和3年）12月20日 - 佐野・土浦・水戸・鹿嶋との5支店合同で「東京駅 - 国際展示場駅 - 東京ビッグサイト - 東京港フェリーターミナル線」を運行開始。

## 現在の所管路線
下記に列記しているのは、当支店常駐の車両で運行する路線である。
- 東名高速線（東京 - 静岡 - 浜松 - 名古屋）
  - 新東名スーパーライナー（東京 - 名古屋）
- 東京・河口湖号（東京 - 河口湖）
- 新宿 - 静岡線（新宿・渋谷 - 静岡）
- 東海道昼特急号・グラン昼特急号・青春昼特急号（東京・新宿 - 京都・大阪）
- ドリーム号（TDL・新木場・東京・新宿 - 京都・奈良・大阪・USJ・三宮）
  - ドリームルリエ号
  - グランドリーム号
  - 青春エコドリーム号
- 新宿 - 東京ディズニーリゾート ※TDR発のみ交通系ICカード利用可能
- 房総なのはな号
- エアポートバス東京・成田（銀座・東京 - 成田空港） ※成田空港行のみ交通系ICカード利用可能
- かしま号
- 御殿場プレミアム・アウトレット号（上野・東京・新宿 - 御殿場プレミアム・アウトレット）
- 東京飯能線（東京 - ムーミンバレーパーク）
- つくば号（東京 - つくば・筑波大学） ※交通系ICカード利用可能

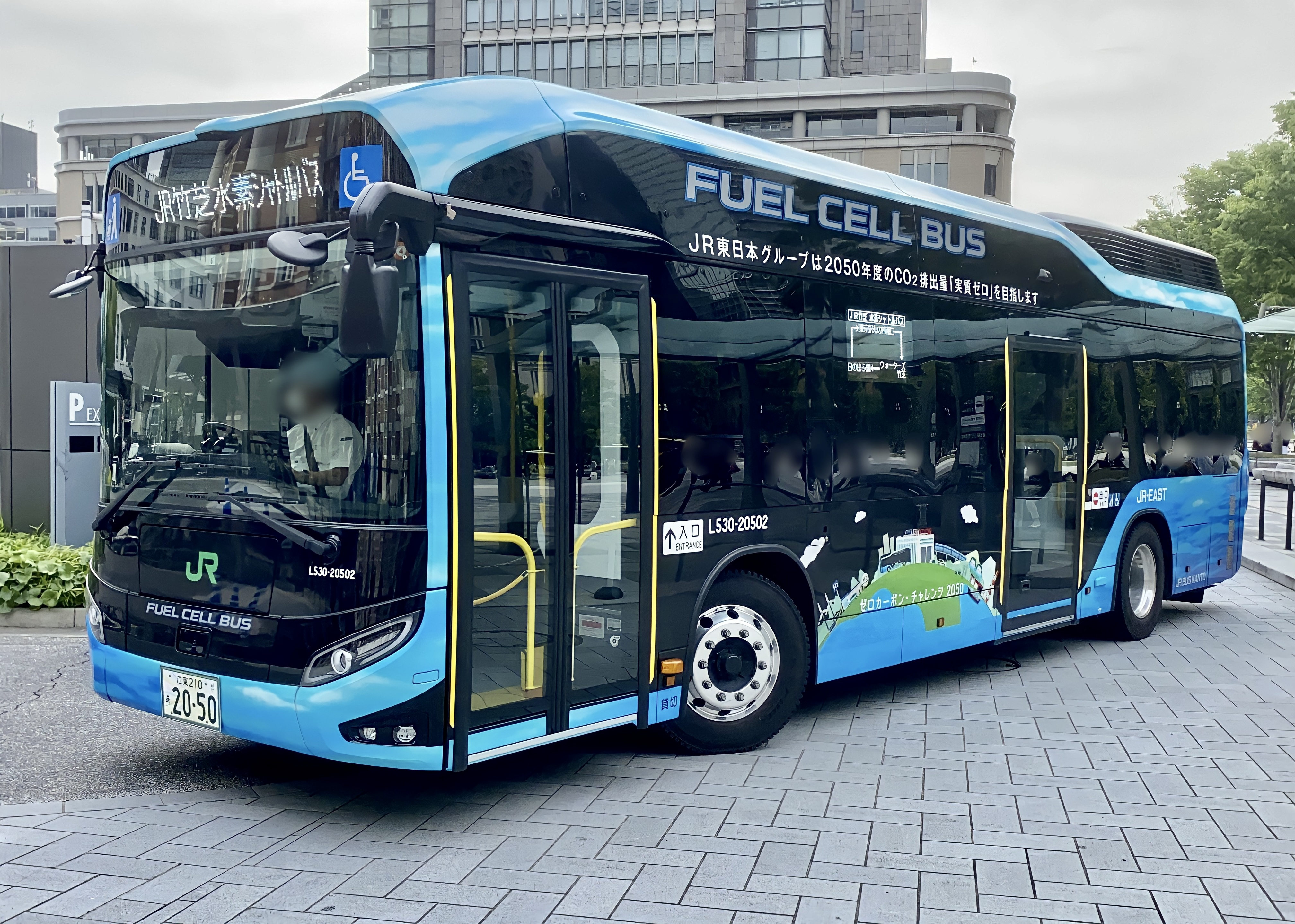
ウォーターズ竹芝へのシャトルバス

JR東日本とJRバス関東が運行する無料巡回シャトルバス
- JR竹芝 水素シャトルバス[7]（東京駅丸の内南口 → ウォーターズ竹芝 → 日の出ふ頭 → （東京タワー） → 東京駅丸の内南口）※無料運行
  - 2020年10月24日：2021年3月31日までの期間限定で運行開始。2021年4月以降も運行。
  - 2020年12月29日：東京ポートシティ竹芝の停留所を廃止。
  - 2022年3月10日：一部の便を東京タワーに乗り入れ開始。

## 過去の路線
- ミッドナイトアロー湘南（深夜急行バス）
- 東京湾岸線「ファンタジア号」
- 上野湾岸線
- ドリームふくふく号
- 伊良湖ライナー号
- ニューブリーズ号
- 沼津ライナー号
- かぐや姫エクスプレス号
- 東京 - 江戸川台線
- 東京 - 江戸崎線
- ラ・フォーレ号
- ドリーム八戸・十和田 (シリウス)号
- ドリーム盛岡 (らくちん) 号（東京 - 盛岡）
- 新宿ライナー三河・なごや号
- ドリームなごや・新宿号
- ドリーム静岡・浜松号
- やきそばエクスプレス（東京 - 富士宮・大石寺）
- 金沢エクスプレス号（新宿・池袋 - 金沢）
- ドリーム和歌山号（新木場・東京 - 和歌山）
- 新宿・東京 - 常陸太田
- プレミアム昼特急号（東京 - 大阪）
- ドリーム福井号
- ドリーム金沢号
- 東京 - 東京スカイツリータウン
- 中央道昼特急号
- 中央ライナー可児号
- ドリーム高松号（東京・新宿 - 高松・観音寺）
- ドリーム松山号（TDL・東京・新宿 - 松山）
- ドリーム高知・徳島号（TDL・東京・新宿 - 徳島・高知）
- はさき号（東京 - 波崎） ※ジェイアールバステックに運行委託していた
- 秦野丹沢登山号

## 車両
国鉄バス時代は、長らくの間東名高速線・ドリーム号専門の営業所であり、配置されていた車両はトイレ付の国鉄専用型式が大半であった。1983年に東京湾岸線が開業し、初めてハイデッカー車が配置された。このハイデッカー車で採用された塗装が現行のJRバス関東の標準塗装に引き継がれている。1984年～1986年には東名高速線専用車としては初のハイデッカー車のMS735SAが最後の国鉄専用型式で配置された。主に三菱車が在籍していた。JR化と同時に開業した「つくば号」を受け持つことになったが、運行開始当初は東京湾岸線から転用された三菱ふそうP-MS715SA・富士重工ボディのトイレ無しハイデッカー車がメインだった。
バス分社化後には常磐高速バス・東関東高速バス・夜行高速バスが次々と運行開始され、車両の急速な増備に伴い所属台数が大幅に増えた。
東名高速線用の車両については、ハイデッカーで内装もシンプルなものになっているが、交通量が多い東名高速道路でのドライバビリティーを確保するため、ピックアップが重視されており、国鉄時代から一貫して強馬力仕様の車両が投入されてきた。1996年には、東名高速線用としては28年ぶりのいすゞ車を発売直後のニューモデル（ガーラ）で導入した。1997年度から2004年度まで常磐道系統や東関東系統などの近距離路線用に低馬力仕様のハイデッカーやミドルデッカーが多く導入され、東名高速線にも三菱エアロバス「スタンダードデッカー」や「SA観光仕様」が導入されたが、東名高速では動力性能が不足気味だったため、1 - 2年で近距離路線へ転用された。現在、東名高速線は後部一面に広いパウダールームを備えた新車のセレガをメインに運行している。2024年度には近距離路線用に低馬力、マニュアル仕様のハイデッカー（いすゞ・ガーラ）が導入された。
1990年度に「ドリームふくふく号」用で導入されて以降、導入が進み夜行便の主力となっていた二階建てバスは、2010年度導入のプレミアムドリーム用の三菱ふそう・エアロキングを最後に暫く新車導入がなかったが、2018年度からバンホール・アストロメガ (InterCityDD) で導入を再開している。
また、二階建てバスとともに導入されていたスーパーハイデッカー車は、国鉄時代の1986年度から導入が始まり、2006年度まで導入されていたが、現在の配置はなくなっている。
かわって昼行便のみならず夜行便でも主力となったハイデッカー車は、ドリームルリエ仕様、グラン仕様、4列シート仕様の3タイプが配置されている。4列シート仕様は特注ワイドシート40席・パウダールーム付きタイプ、メーカー標準ハイエンドシート44席タイプ、以前に導入されていた楽座シート40席タイプが配置されている。既にUDトラックス製の配置はなくなり、いすゞ車は2007年度、三菱ふそう車は2010年度で当支店での新車導入が止まり、2011年度からはすべて日野・セレガのみとなり、当支店に配置されている車両の大半を占めている。2024年度はいすゞ・ガーラを導入。
JR東日本とJRバス関東が2020年10月24日から運行している東京駅丸の内南口から竹芝地区を巡回する「JR竹芝 水素シャトルバス」専用の燃料電池バス（トヨタ・SORA）が貸切登録で2台配置された。この2台には期間限定で車体ラッピングが施されており、2台とも「水」をイメージした水色をベースに、1台はSDGs（エスディージーズ）のロゴなどが描かれた「SDGsデザイン」、もう1台は2050年ゼロカーボン（脱炭素社会）を目指す「ゼロカーボン・チャレンジ2050デザイン」となっている。ナンバーも希望ナンバーで2027（JR東日本の経営ビジョンの改革2027）と2050（ゼロカーボン・チャレンジ2050）を取得している。水素燃料の充填は高輪ゲートウェイ駅前の水素ステーションで行われている。無料運行のため、運賃箱は設置されておらず、乗降方式は前乗り・中降りとなっている。

### ダブルデッカー（グランエコ車両）「InterCityDD」
- 2階が3列グランシート29席、1階が4列席エコノミ―シート10席の2クラスを合わせ持つ二階建てバスである。車種はスカニア・インターシティDDでJRバス関東標準カラー、車体に「Cradle」、「Gran Dream」の金文字と星マークが入っている。
- 2020年5月1日からグランドリーム号、グラン昼特急号に投入する予定であったが、新型コロナウイルス感染拡大の影響で運休となり、2020年6月1日からの運行となった。

### ダブルデッカー（4列シート車両）「InterCityDD」
- 1階10席・2階48席とも4列シートの二階建てバスである。車種はスカニア・バンホール・アストロメガ「InterCityDD」でJRバス関東標準カラーで導入されている。行先表示機はカラーLEDである。
- 2008年度から古参のダブルデッカー化の置き換えに伴い、生産が終了した国産車に代わり導入している車種である。
- 新宿TDR線で運行開始した後、新東名スーパーライナー、京阪神系統の青春エコドリーム号、青春昼特急号でも使用されるようになった。定員が多いことを生かしてカシマサッカースタジアムでJリーグの試合開催日や房総でのマラソン開催日などに多客輸送対応の臨時便にも使用される。

### ハイデッカー（ドリームルリエ車両）
- 車体にプレミアム系専用デザインを施しており、「Dream Relier」のロゴが入っている。
- 2017年3月31日の運行開始時にはプレシャスクラス4席、アドバンスクラス14席の日野・セレガ1台が自社改造により用意された。また、2018年4月27日の運行増強時にはプレシャスクラス6席、アドバンスクラス10席の日野・セレガ1台が自社改造により用意された。

### ハイデッカー（グランドリーム車両）
- グランシート28席を搭載し、車体にプレミアム系専用デザインを施しており、「Gran Dream」のロゴが入っている。
- 2014年10月31日の運行開始時には日野・セレガ4台が新車で用意された。それ以降、本仕様車両の増備は無く西日本JRバス車両の運用が増えている。さらにグランドリーム金沢号でも使用するようになり、西日本JRバス車両で運行し、青春ドリーム金沢号を関東で車両で運行する車両分担を実施していたが、2020年10月9日運行再開時より両社交互の運行になった。現在は金沢便が運休しているため、関西便と仙台便（臨時便）のみの使用となっている。

### ハイデッカー（パウダールーム付きワイドシート車両）
- 最後部にパウダールームを装備し、メーカーとの共同開発の特注のワイドシートを40座席搭載する。
- 2016年度より日野・セレガで導入している。2018年度からは固定窓仕様となっている。
- 東名ハイウェイバス、夢街道会津号などで使用している。

### ハイデッカー（44座席車両）
多席タイプのハイデッカー車は配置台数が最も多く、当支店に限らず先着定員制の昼行路線の主力車両として各線で活躍している。成田空港便や夜行続行便などで使用する車両などは用途に合わせた独自の仕様も採用している。
- メーカー標準のハイエンドシートを搭載し、補助席は無し。
- 2013年に青春エコドリーム号の続行便などでハイデッカー44座席仕様車両を使用することとなり、急遽、八日市場支店鹿嶋営業所（当時）から日野・セレガ8台、土浦支店から同2台の合計10台を転属させた。
- 2014年春から2015年夏まで、国鉄ハイウェイバスの復刻デザインの「赤いつばめ」（高速バス試験車の塗装）、「青いつばめ」（国鉄ハイウェイバスの塗装）が各1台ずつ運行された。
- 2014年12月16日の「THEアクセス成田」参入時にさらに本仕様車両が必要となり急遽、鹿嶋支店より日野・セレガ1台、館山支店より同2台、水戸支店より同1台の合計5台を転属させた。
- 2015年度より新車でも本仕様車両を購入しており、広範囲、多用途で使用されている。
- 成田空港便で使用される車両はトランクに荷物の引き出し板が取り付けられ、2020年東京オリンピック＆パラリンピックの特別ナンバープレートに変更されている（2024年度の新車などを除く）。
- 夜行続行便で使用される車両は券売機が未装着で客席前方の仕切りカーテンが取り付けられている。
- 東京飯能線（ムーミンバレーパーク）用に「ムーミン」のラッピングがされた車両も1台配置されている（H657-18412）。
- ジェイアールバステックが運行してきた、かしま号、御殿場プレミアム・アウトレット号、東名ハイウェイバスが段階的に移管されており、車両も段階的に移籍してきている。2025年1月から、社名や社紋、車番だけを変更し、JRバステックの「スワローエクスプレス」カラーのまま運行しているものもある。

### ハイデッカー（楽座シート車両）
老朽化により既に廃車が進んでおり、残っている車両も定期運用を持たない予備車両が多い。
- 2004年度より2011年度まで導入。特注の幅広の肉厚の楽座シートを40座席搭載し、補助席は無し。
- 2004、2005年度は日産ディーゼル・スペースアローが楽座38座席仕様で導入された（一部車両は40席に増席された）。
- 2007年度は日野・セレガが楽座38座席仕様で6台が導入されたが、後に楽座40座席に増席された。
- 2007～2010年度は三菱ふそう・エアロエースが楽座38・40座席仕様で購入された。楽座38座席仕様だった車両も後に40座席に増席された。
- 2010、2011年度は日野・セレガが楽座40座席仕様で購入された。2011年度車はすべて西日本JRバスへの譲渡2台を含めてドリームルリエに改造された。
- 2014年春から2015年夏まで、日野・セレガ1台と三菱ふそう・エアロエース2台は国鉄ハイウェイバスの復刻デザインの「青いつばめ」（国鉄ハイウェイバスの塗装）で運行された。
- 2004～2007年度に導入されたいすゞ・ガーラのプレミアムコーチ（Gシート付き）車両も楽座40座席仕様に改装されている。2005年3月25日から富士宮線に3台が投入され、後に4台を増備とともに同10月1日から草津線にも投入。2006年12月14日に富士宮線での使用が終了し、7台すべてが長野原支店に転属した。Gシートでの運行終了後はすべて楽座40座席仕様に改装された。
- 2019年7月16日より新宿 - 伊勢崎線の2往復を群馬中央バスに運行委託することになり、三菱ふそう・エアロエースが複数台、同社に移籍した。その後、委託便数も徐々に増加し、その都度、追加で移籍している。全車が貸切登録の上、同社の観光バスカラーに塗り替えられ、同線で使用されている。なお、同社の便では交通系ICカードでの運賃の支払いが非対応となっている。
- 中央ライナー可児号、ドリーム可児号が東濃鉄道に運行委託され、同社にエアロエース2台が貸し出されている。こちらはJRバス関東標準カラーのまま社名、ナンバーのみの変更で同号で自社車両とともに使用されている。

### 貸切車両
以下の5台の車両が貸切登録で配置されている。
- 高速バス兼用のトイレ付きハイデッカー車（2台）
  - うち1台はサイクリスト向けにバスの床下トランクに自転車を折りたたまずに収納可能な専用ラックを搭載した「B.B.BASE」用の車両となっている（H657-18411）。この車両は「B.B.BASE」のラッピングがされている。
- 車椅子リフト付きの日野セレガ（1台）
- 「JR竹芝 水素シャトルバス」専用の燃料電池バストヨタ・SORA（2台）

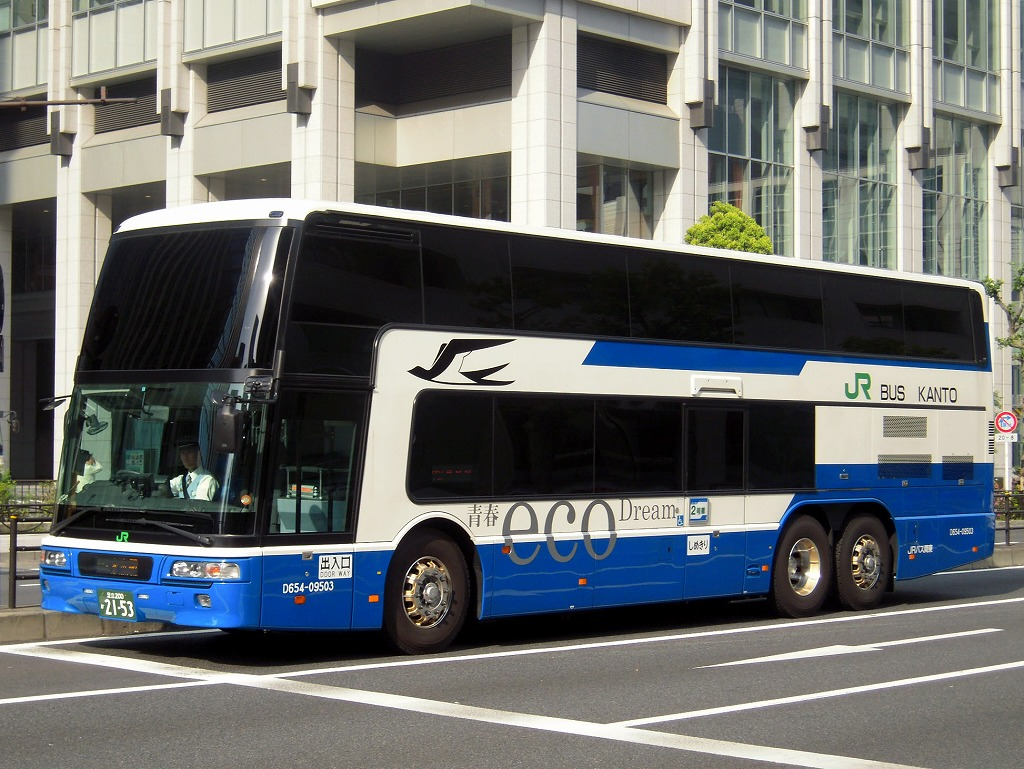
東京支店配置のエアロキング D654-09503
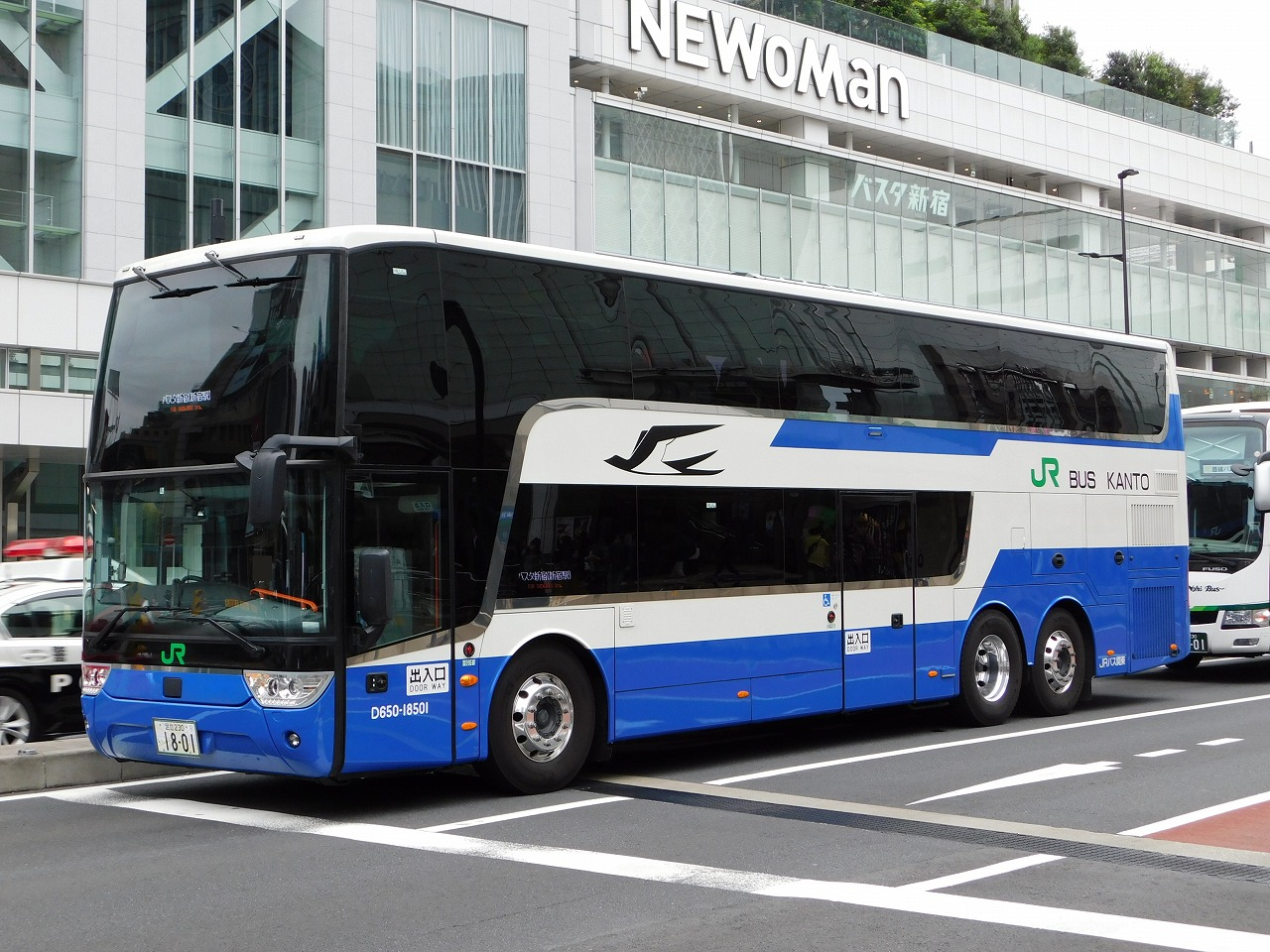
東京支店所属のInterCityDD（4列シート）
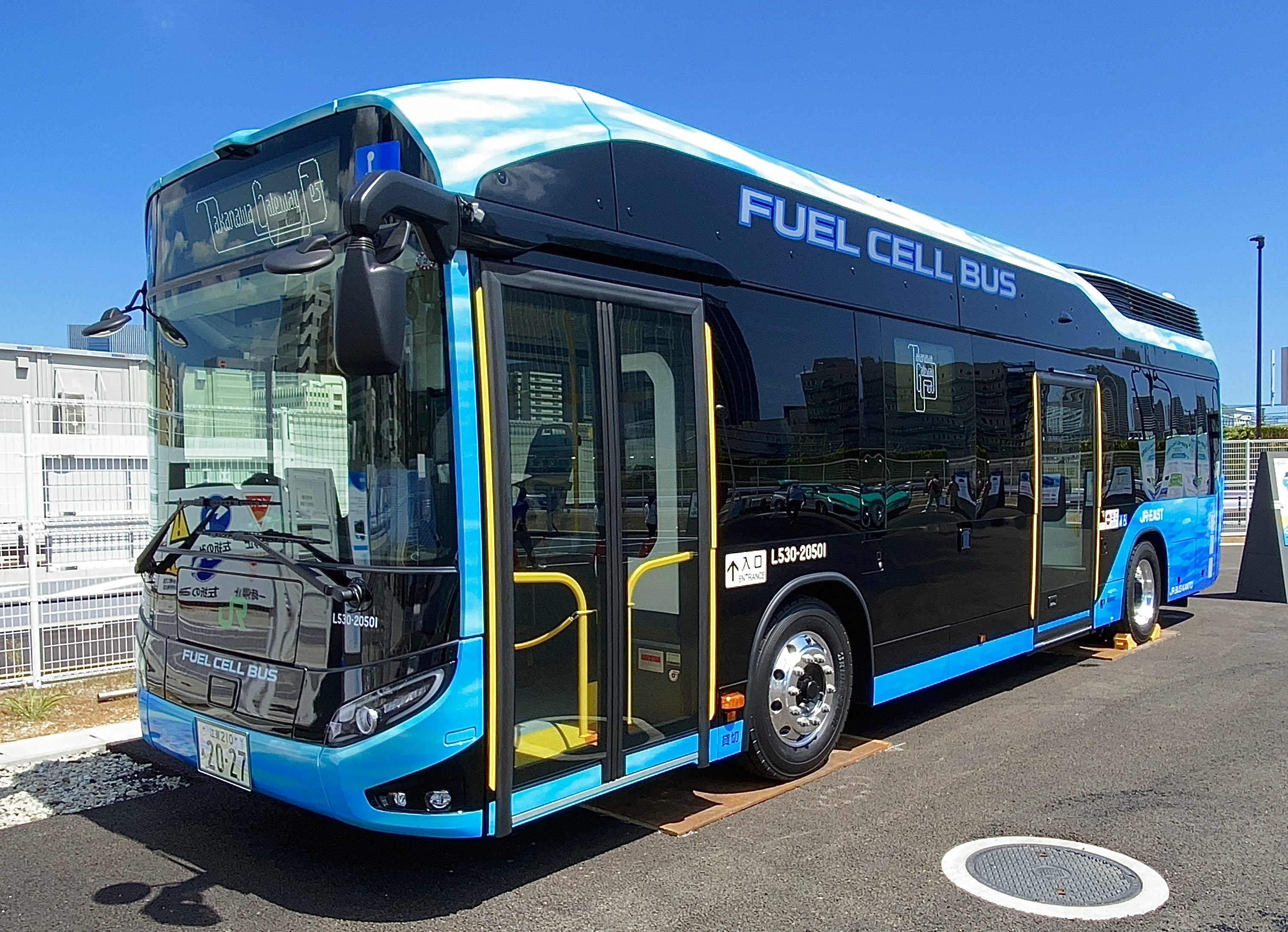
高輪ゲートウェイフェストにて一般公開された水素燃料バス。JR東日本からの業務委託を受け、竹芝地区での運行。
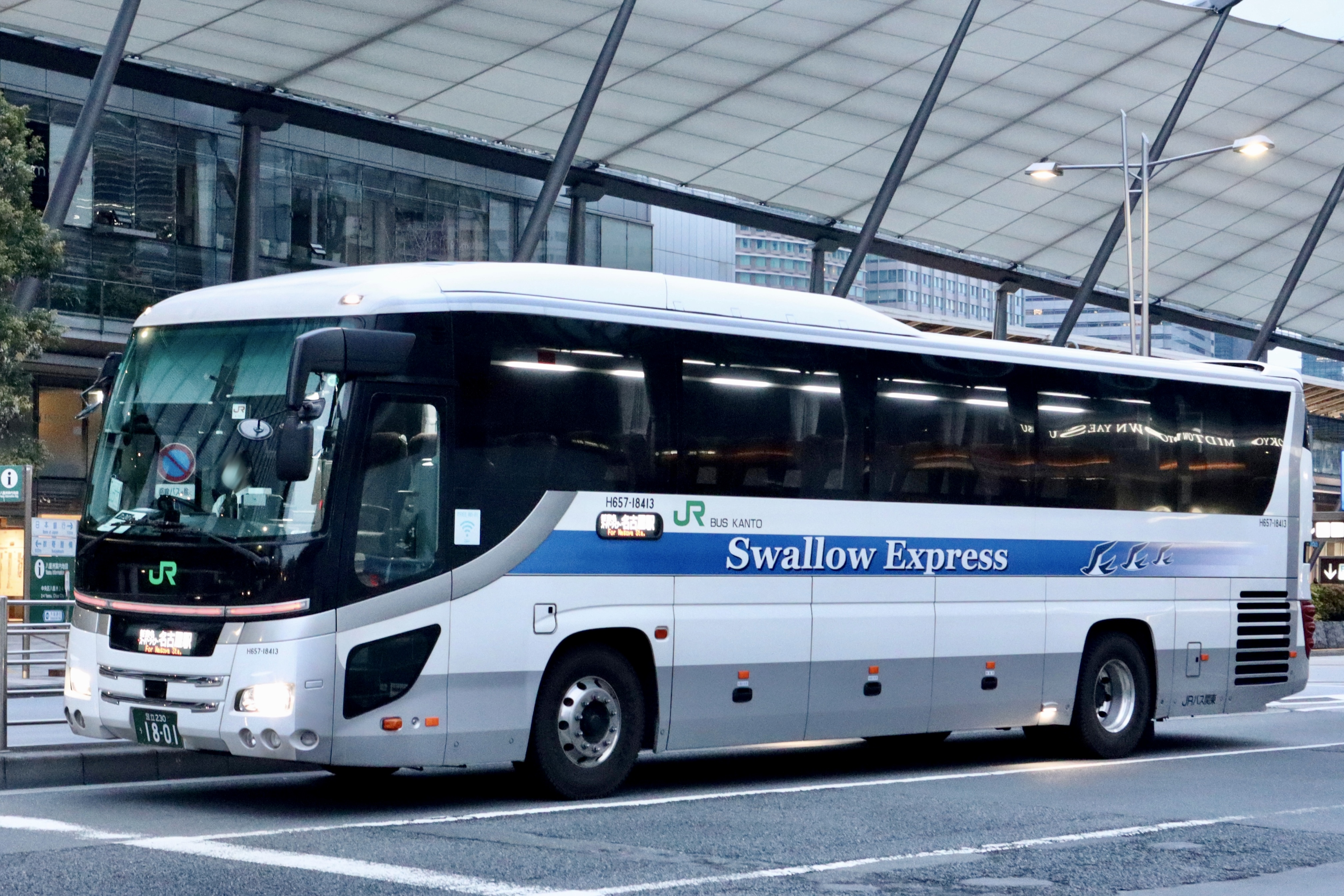
JRバステックから移籍したSwallowEwpressカラー車

## 車両（過去）

### 超大型二階建てバス（4列シート）「ネオプラン・メガライナー」
- ドイツ製ネオプラン・メガライナー (Neoplan N128/4 Megaliner) の全長15メーターの超大型サイズの二階建てバスで車内は4列シートで座席84 (86) 人と車椅子1台分を一度に輸送することができた。JRバス関東標準カラーで「MEGALINER」のロゴが入っていた。ナンバーは希望ナンバー（1501、1502）を取得していた。
- 2001年度に第1号車を購入するが、許認可手続きや乗務員訓練などで営業運行が開始できたのは2002年12月8日であった。まずはつくばエクスプレス開業以前で大量一括輸送が必要だった「つくば号」に投入された。2003年度には増備車両と関東鉄道に貸し出された2台を含め4台に増強された。つくばエクスプレスが開業し、利用者が大幅に減少したことから2006年5月に「つくば号」での運行が終了した。関東鉄道へ貸し出されていた2台は西日本ジェイアールバスに移籍し、2006年6月14日より京阪神系統で「青春メガドリーム号」を運行開始した。しかし、2008年5月29日に西日本ジェイアールバスの1台が、翌年3月15日にジェイアールバス関東の1台がともに車両火災を起こし廃車となり、2009年9月10日に「青春メガドリーム号」の運行が終了となった。当該車両は廃車後、ドイツ・ネオプラン社へ返送された。
- つくば号・ミッドナイトつくば号でも青春メガドリーム号でも点検整備や故障、工事等による迂回運行時はハイデッカー車両2台で代行していた。

### 二階建てバス（3列シート）「ネオプラン・スカイライナー」
- ドイツ製ネオプラン・スカイライナー (Neoplan N122/3 Skyliner) の全長12メーターの二階建てバスで車内は3列シートで41座席となっていた。JRバス関東標準カラーで導入された。
- 1997年度に第1号車を購入、503馬力の高出力エンジンを搭載し、国産車より座席を多く積めるなどのメリットもあり、以降も継続して購入され、98年度に2台、2001年度に3台の合計6台となった。
- 京阪神系統のドリーム号、昼特急を中心に会津便や夜行便の間合いで昼行路線などでも使用された。
- 同一メーカー製造のメガライナーや同型の他社車両の車両火災もあり、同世代の国産二階建てバスより早い時期で廃車となった。

### 二階建てバス（3列シート）「エアロキング（初代）」
- 1991年3月8日の「ドリームふくふく号」（下関線）の運行開始時に二階建てバスの一階をサロン仕様とした専用車を三菱ふそう・エアロキングで初導入した。同車種は1991年度にも京阪神系統のドリーム号用（1階も座席の仕様）で2台を導入し、同系統での二階建てバスによるワンマン運行を実現した。これ以降、京阪神系統用で92年度に4台、94年度に2台追加導入した。各車の塗装は1990年度車が白ベースに裾部分だけ青、1991 - 1992年度車は塗装の後部トランク部分に「DREAM」のロゴデザインが入り、1994年度車はJRバス関東標準カラーであった。
- 京阪神系統のドリーム号、昼特急を中心に夜行便の間合いで昼行路線などでも使用された。

### 二階建てバス（3列シート）「ヨンケーレ・モナコ」
- 京阪神系統のドリーム号用（1階も座席の仕様）で1993年度に2台が導入されたベルギーのヨンケーレ社製ボディと日産ディーゼルのエンジン、シャーシの組み合わせの二階建てバスであった。塗装は白ベースに裾部分だけ青後部トランク部分に「DREAM」のロゴデザインが入る国産二階建てバスと同じデザインだった。西日本JRバスでは本車種が99年度まで導入された。
- 京阪神系統のドリーム号、昼特急を中心に夜行便の間合いで昼行路線などでも使用されたが、前バンパーの構造の関係から構内の入出路が急坂になっていた新宿駅新南口バスターミナルに入線できない制約があった。

### ダブルデッカー（プレミアム車両）「エアロキング」
すでに「プレミアムドリーム号」の定期運行が無くなり、西日本JRバスでは全廃になり、関東に現存する2台が臨時便や貸切運行に使用されているだけであった。
- 1階がプレムアムシート、2階がスーパーシートになった二階建てバスである。車種は三菱ふそう・エアロキングで車体にプレミアム系専用デザインを施しており、「Premium Dream」のロゴが入っていた。京阪神系統のプレミアムドリーム号、プレミアム昼特急号で使用した。
- 2006年4月1日の運行開始時には関東では本仕様の車両を持たず西日本JRバスの4台で運行。これらの車両の仕様は1階プレミアムシートが4席、2階スーパーシートが27席である。2007年4月下旬に西日本JRバスからこの仕様の車両が2台移籍してきて、両社2台ずつの運行となった。この際、3列シート仕様のエアロキング2台が代わりに西日本JRバスへ移籍した。本仕様のプレミアム車両は関東では2017年7月までに引退している。
- 2010年10月1日にはプレミアムドリーム号が6往復体制となり、新車が2台、既存車からの改造が2台の合計4台が新たに投入された。これらの車両の仕様は1階プレムアムシートが3席、2階スーパーシートが30席であった。

### ダブルデッカー（プレミアムエコ車両）「エアロキング」
- 2階の前方にプレミアムシート4席、その後方にスーパーシート20席、1階が4列席エコノミ―シート10席の3クラスを合わせ持つ二階建てバスである。車種は三菱ふそう・エアロキングで車体にプレミアム系専用デザインを施しており、「Premium ECO」のロゴが入っている。
- 2012年4月27日から京阪神系統に投入され、同7月20日からドリーム徳島号にも2台が投入された。2018年7月21日からはドリーム徳島号がJR四国バスとの共同運行に戻ったため、余った1台をドリーム高知号で使用する運用に変更された。京阪神系統プレミアムエコドリーム号（不定期）とドリーム高知・徳島号で使用していた。
- 4台が本仕様に改造された。

### ダブルデッカー（3列シート車両）「エアロキング」
- 1階・2階とも3列シートの二階建てバスである。車種は三菱ふそう・エアロキングでJRバス関東標準カラーになっている。
- 京阪神系統を中心に中国、四国、北陸、中部、東北系統や間合いで昼行便にも広く使用されていた。しかし、老朽化が進み、年々車両数が減少し、徐々に活躍の場が狭まり、3列シートのみのエアロキングは2021年までに全廃となった。
- 2005年度車は2台がプレミアムドリームや4台がプレミアムエコドリームに改造された。

### ダブルデッカー（4列シート車両）「エアロキング」
- 1階・2階とも4列シートの二階建てバスである。車種は三菱ふそう・エアロキングでJRバス関東標準カラーで「青春ecoDream」のロゴが入っていた。
- 2002年度に京阪神系統青春ドリーム号のダブルデッカー化に伴い、1階10席、2階42席の仕様で2台を投入した。2003年度も同仕様で3台を増備した。
- 2008年度に1階8席、2階42席の仕様で2台、2008・2009年度に1階8席、2階44席の仕様で6台を増備した。D654-08501がJRバス東北に貸し出され、JRバステックや他支店へ転属した車両がある。
- 晩年は、京阪神系統の青春エコドリーム号臨時便やカシマサッカースタジアムでJリーグの試合開催日や房総地区でのマラソン大会開催日などに多客輸送対応の臨時便に使用した。

### スーパーハイデッカー（3列シート）「ボルボ・アステローぺ」
- 中二階29席と後部一階部にトイレとサロン（D670-96401のみ）、座席2席・乗務員仮眠室もしくは座席4席が設置された。
- 1992年度にジェフユナイデッドの選手輸送用で1台購入されたボルボ・アステローぺを1996年度から高速車でも採用することになった。後部の一階部をサロンとして使用するドリームふくふく号（下関線）用で1台（D670-96401）、夜行用で1台（S670-96402）を導入した。その後、2001年度まで導入され、中国、四国、京阪神、東北方面の夜行や中部、北陸方面の昼行・夜行と夜行便の間合いで昼行路線などでも使用された。一部車両は一階部が2席で乗務員の仮眠室を持つツーマン仕様で主に中国、四国方面で使用された。他は一階部が4席でニュードリーム号では一階部を女性専用席で販売していた。西日本JRバスやJR東海バスでも同車種が導入され、仕様を合わせた共同運行路線で使用されていた。1997年度導入の1台（S670-97412）は1998年3月10日開業したニュードリーム名古屋号に用意され、車体側面に「New DREAM NAGOYA　新宿←→名古屋」のロゴが入っていた。2000年度導入の2台（S670-00403、00404）はレディースドリーム号で使用されていた当時、車体側面と背面に「Ladies Dream」のロゴが入っていた。さらにこの2台は前面の行先表示機が方向幕だったが、後にLED表示機に交換された。2001年度導入の1台（S670-01403）は登場時から行先表示機がLED表示機であった。

### スーパーハイデッカー
- 国鉄時代の1986年度から導入が始まり、2006年度まで導入されていた。
- 1986～1987年度に4列シート36座席・中央トイレ仕様の三菱ふそう・エアロクィーンWが導入され、国鉄から引継ぎの1986年式4台、JR化後に導入された1987年式13台の合計17台が配置され、ドリーム号で使用した後、同号の3列シート化により東名ハイウェイバスや貸切車に転用されたほか、下諏訪、水戸、高萩の高速車や長野原、小諸、伊那の貸切車に転用された。
- 盛岡線用で1987年度に3列シート29座席・中央トイレ仕様のいすゞ・スーパークルーザーが2台配置された。運行開始当初は車体側面に「東北道高速バス」のロゴが入っていた。この2台は晩年に長野原に転属してイエローバスに改造された。
- 1988 - 1990年度に三菱ふそう・エアロクイーンMが4列シート36座席・中央トイレ仕様10台、3列シート29座席・中央トイレ仕様35台の合計45台が配置され、各方面夜行便や長距離の昼行便で使用された。4列シート車は高萩、西那須野、長野原、宇都宮、伊那へ転属したほか、3列シートから4列シートに改造された車両もある。同車種では小諸支店の貸切車にトイレを付けて高速車へ改造した1991年車1台も一時期、小諸支店から車両管理委託で配置され、松伏線で使用していた。4列シート車両のうち2台は1989年4月18日に開業した東京 - 松本線に用意され、車体側面に「中央高速バス」のロゴが入っていた。東京 - 松本線の撤退後はドリーム志賀号に転用された。
- 池袋金沢線用として1988年度に4列シート34座席・中央トイレ仕様の三菱ふそう・エアロクイーンMが導入された。しかし、幹事会社の西武バスの意向で共同運行会社と極力仕様を合わせることとなり、1989年度に4列シート34座席・後部トイレ仕様の三菱ふそう・エアロクイーンWが2台配置され代替された。
- 1994 - 1997年度は3列シート29座席・中央トイレ仕様の三菱ふそう・エアロクイーンⅠが計10台配置され、各方面夜行便で使用された。
- いすゞ・ガーラⅡは1997年度に金沢線用4列シート34座席・中央トイレ仕様で1台、1999年度に八戸線用3列シート31座席・中央トイレ仕様で1台配置された。
- 日産ディーゼル・スペースウイングは1999年度に西工ネオロイヤル92MC・SD-Ⅱをドリーム福井号用の3列シート31座席・中央トイレ仕様で2台、2006年度に西工ネオロイヤル02MC・SD-Ⅱをスーパードリーム号用の3列シート28座席・中央トイレ仕様で2台配置された。ともに金沢線や京阪神系統続行用、東北系統などに転用された後に前者は2012年、後者は2015年に廃車となった。
- 宇都宮支店のトイレ付き貸切車であった日野・セレガGJを高速車に転用したものも一時期、宇都宮支店からの車両管理委託で配置され、松伏線で使用していた。

### ハイデッカー（トイレ無し車両）<スカイツリーシャトル用>
- 49座席搭載し、補助席は11席。
- 2012年5月22日に開業してスカイツリーシャトル東京線が好調で積み残しが発生していたため、2013年4月から日野・セレガ（リミテッド仕様）の新車3台を投入した。
- 新宿TDR線やつくば号、ミッドナイトつくば号でも使用した。
- スカイツリーシャトル東京線の利用客が次第に減少し、減便が続いたことから、2015年中に全車両が他支店に転属した。

### ハイデッカー（トイレ無し車両）<超得割青春号用>
- 45座席搭載し、補助席は8席。
- 運賃の安さで台頭していたツアーバスに対抗するために東京～大阪間の最安便として2005年11月1日に「超得割青春号」を運行開始した。同号ではトイレ無しで補助席付きの車両が必要になることから、運行開始にあたり館山支店の貸切車であった三菱ふそう・エアロバスを1台転属させた。運行開始後、利用が好調だったことから2006年春に長野原支店の貸切車であったいすゞ・ガーラを1台転属させた。2009年春には車両の置き換えで長野原支店の一般路線用だった三菱ふそう・エアロバスを1台転属させた。

### ハイデッカー（トイレ付き車両）
- 2014年度車のいすゞ・ガーラ2台はドリームルリエの種車と交換で西日本JRバスから譲受した車両であった。主に京阪神系統で使用していたが、2台とも白河支店に転属した。

### 貸切車両
- エアロクイーンW、エアロクイーンK、ニューエアロバス、セレガFD、セレガGDなどが配置されていた。これらの貸切専属車両では車体の裾の青帯に緑色のラインを入れたり、社名のアルファベットロゴを筆記体にするなど高速車と外見上で明確に区別されていた。
- Jリーグ「ジェフユナイテッド市原・千葉」チームバスの運行も当支店が担当していたが、東京近辺のみならず選手たちが飛行機で移動している間に陸路で移動先にバスを回送して、現地でも選手輸送を担当していた[9]。「ジェフユナイテッド市原・千葉」チームバスは初代がボルボ・アステローぺ、二代目がいすゞ・ガーラSHDであった。その後、八日市場支店（現・東関東支店）に移管されている。ボルボ・アステローぺは高萩に転属後に廃車となった。

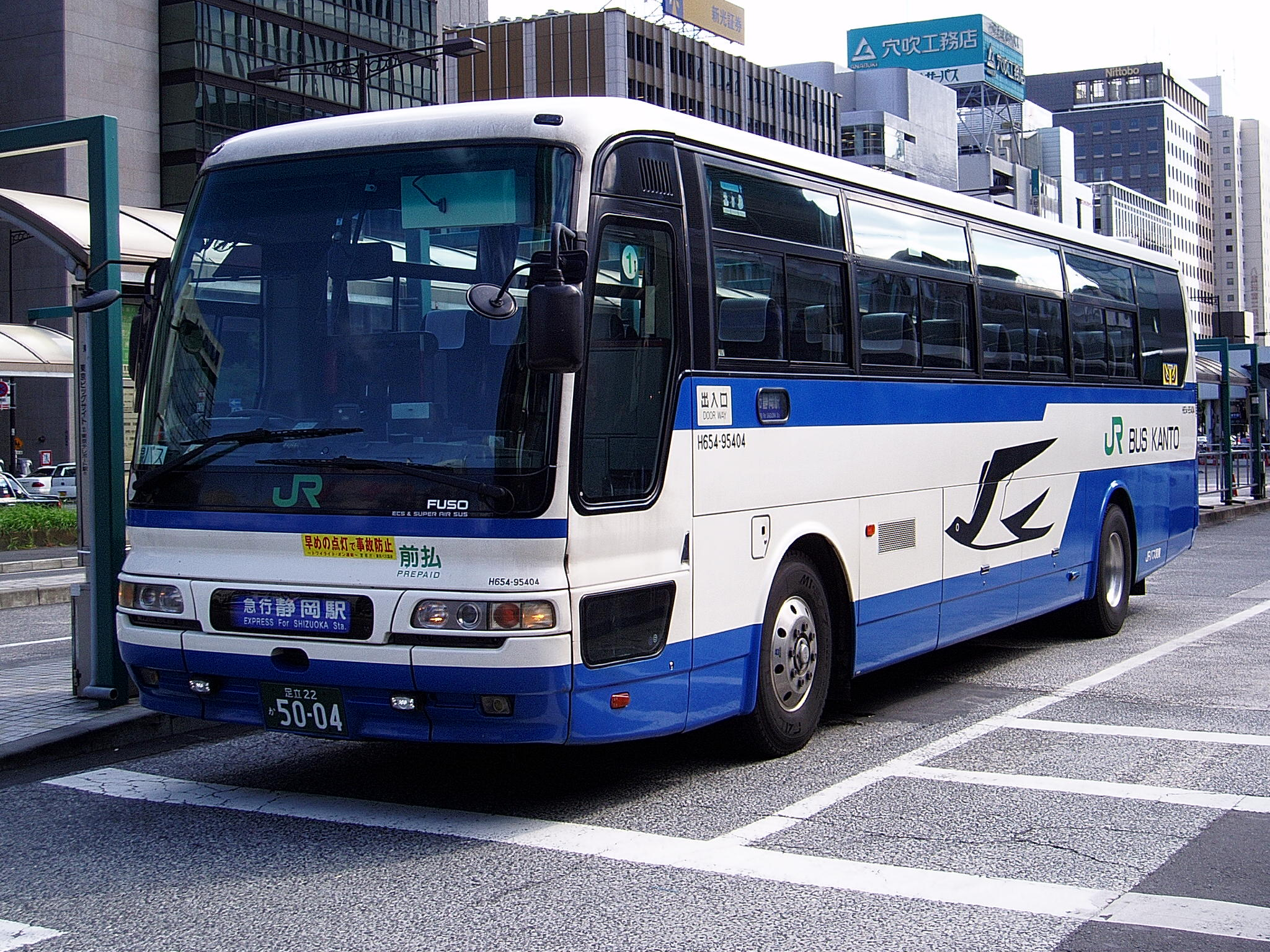
東京支店配置のエアロバス H654-95404 宇都宮支店に移籍
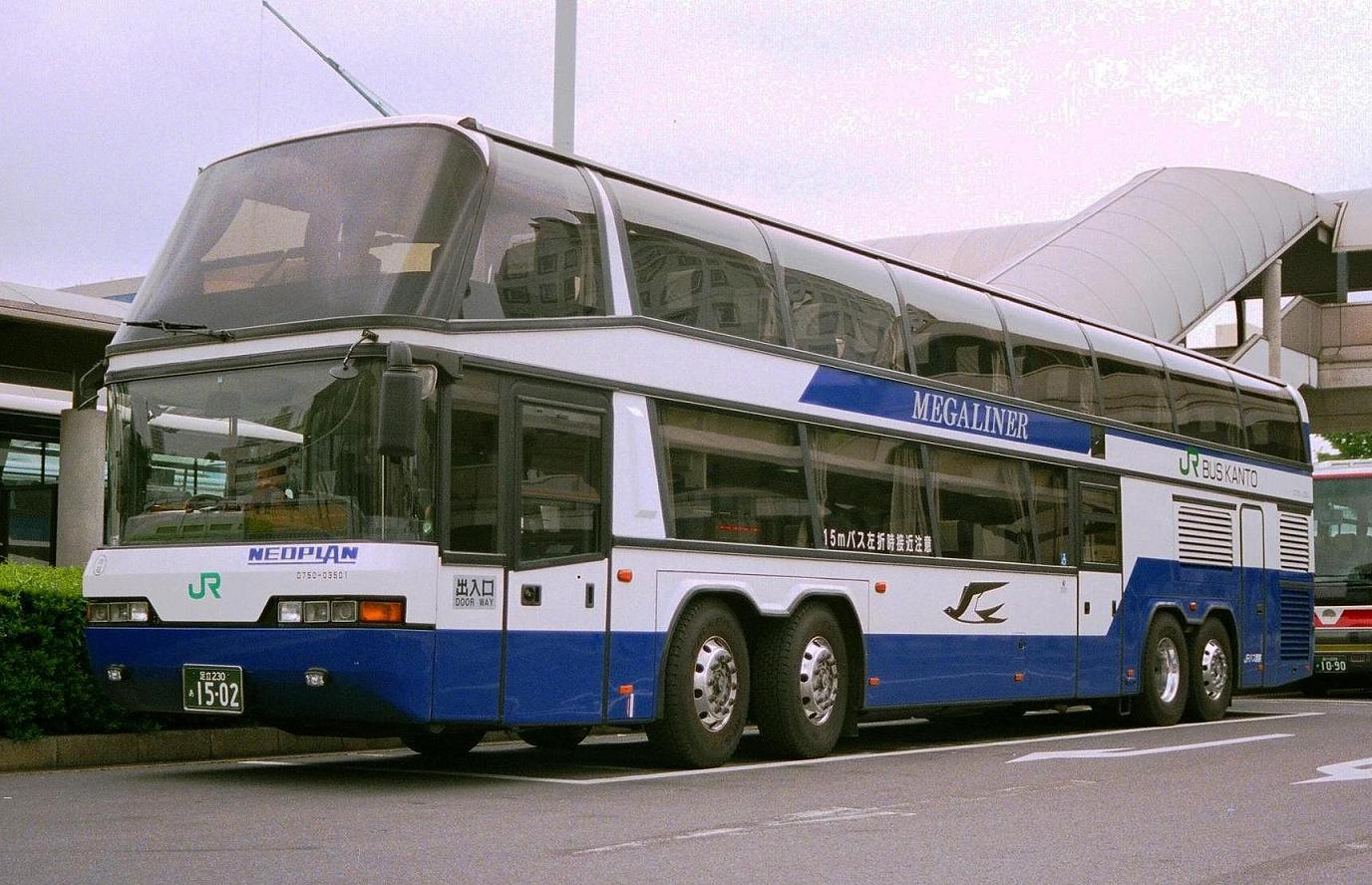
東京支店配置のメガライナー D750-03501 火災事故に遭ったため廃車
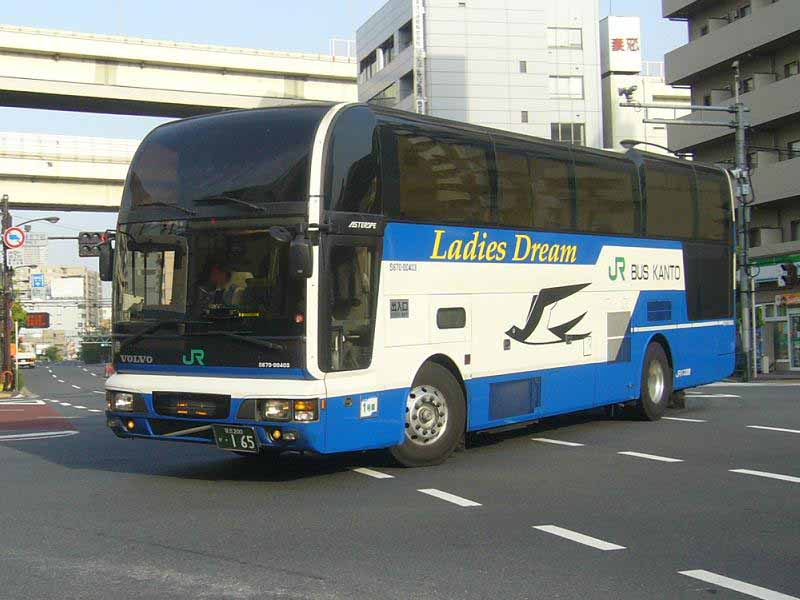
東京駅からジェイアールバス関東東京支店へ永代通りを回送する車両 S670-00404
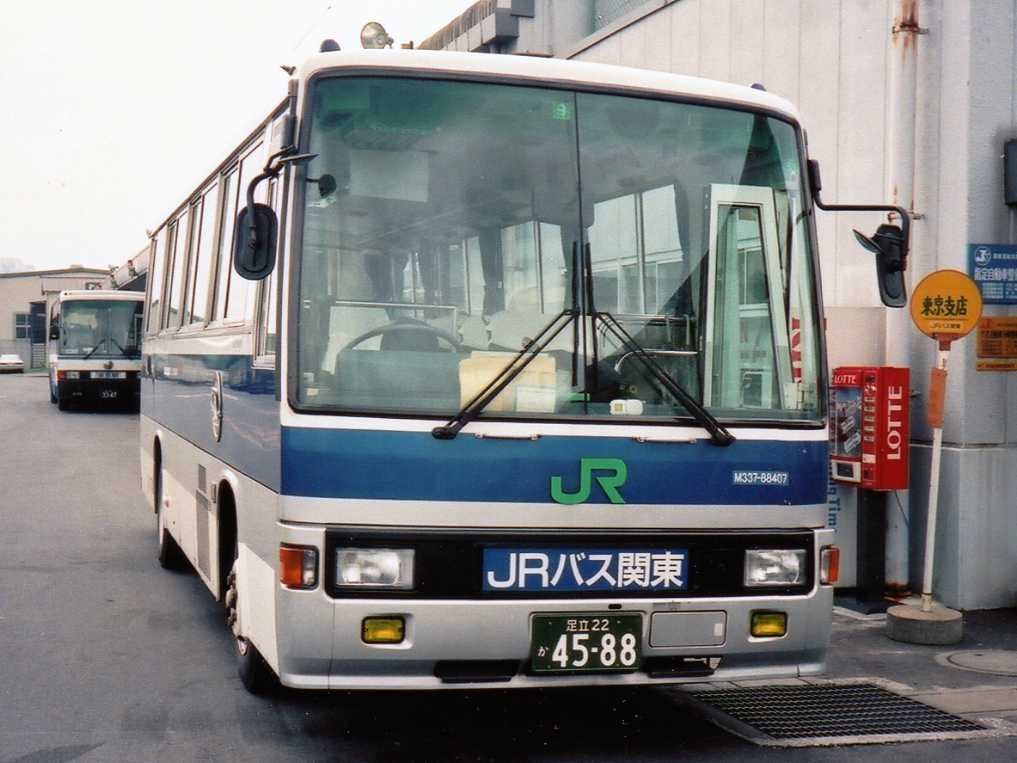
東京支店の歴史上で唯一の一般路線車だった日野レインボー M337-88407
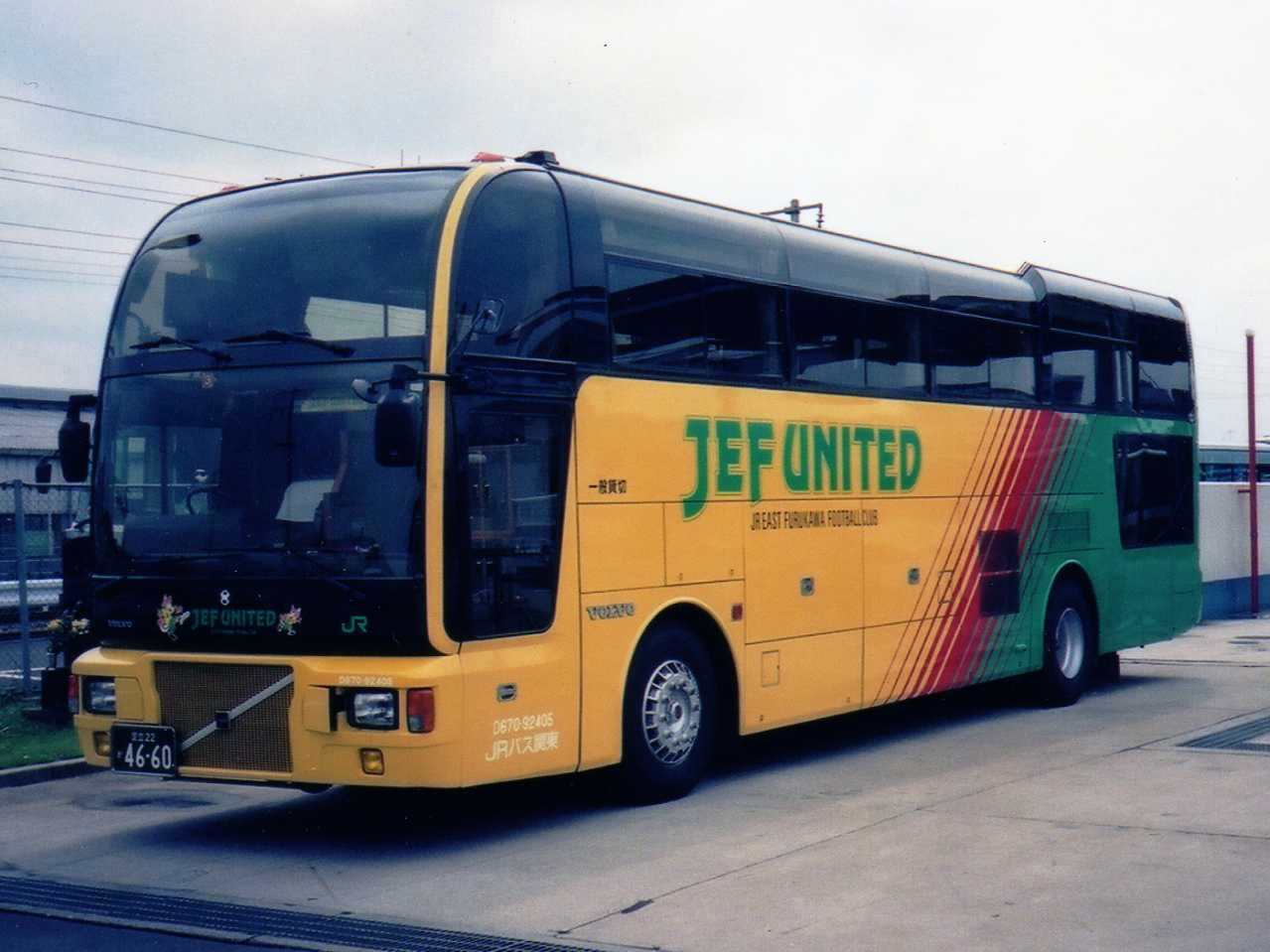
チームの移動先まで一緒に移動した「ジェフユナイテッド」専用車 D670-92405 常磐支店に移籍後に廃車

## 特記事項
- 夜行高速バスが大変多く、到着車両が順番待ちになる状態（繁忙期には朝方の入庫車両だけで50 - 70台ほどになる。一時期は100台近くになることもあった）なので、ここでは到着後の車両整備（車内清掃・洗車・給油）は全てジェイアールバステックへの外注となっている。このため、到着したバスは会社に関わらずキーを挿したままで担当者に引き継ぐ。通常は乗務員が洗車・給油まで行うが、東京支店の場合は待ち時間が極端に長くなり、特に夜行便では乗務員の仮眠時間まで削られてしまうための措置。
- 上記の関連から東京駅・バスタ新宿からの回送車を朝の永代通りで多く見ることが出来る。
- 昼行便の一部でドライバーが東京到着後東京支店まで回送すると、遅延した便では所定の乗務時間を超えてしまうケースがあるため、東京駅日本橋口 - 東京支店間の回送業務もジェイアールバステックに委託している（いわき支店・水戸支店・鹿嶋支店の車両の回送および車内清掃・洗車・給油業務の委託）。
- 乗務員送迎用のバスを新木場駅などへ運行している。1994年頃までは中型の路線車（東京支店に配置された唯一の一般路線車）を使用していたが、現在はJRマークの入った自家用登録のマイクロバスが使用され、送迎バス運転業務はジェイアールバステックに委託されている。
- JRバスについては、JR北海道バスとJR九州バス以外はほぼ毎日入庫している。JR北海道バスは日本一周ツアーの途中で当支店に入庫したことがあり、JR九州バスは2008年3月にJRバス関東のオフィシャルツアーに使用した後、入庫・停泊したことがある。
- 深夜急行バスも担当していた時期、平日ダイヤにおける最終到着点呼と翌朝一番の出発点呼までが、わずか1時間程度しかなかったことがある。通常、バス営業所24時間取材の記事では、最後に「しばしの眠りにつく」というような表現が使用されるが、東京支店がバスラマ・インターナショナル24号で取材された記事の最後は「もうすぐ1番便の運転手が出勤」という表現で、「眠らない営業所」というイメージをより強いものにしていた[10]。
- 「バスラマ・インターナショナル」誌上での関係者の談話によれば、社内での支店ランクは「B」（支店単体の収支が黒字であるが、全社の収支にも寄与するには至っていない）であるという。